# 畝
亩是東亞的傳統土地面积單位。

## 中國

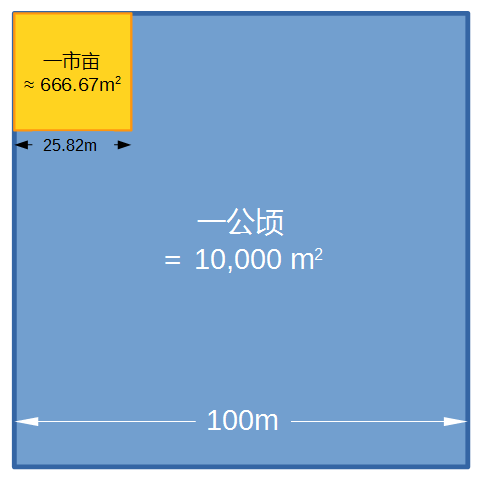
十五市亩等于一公顷整

在中國大陸，畝也是1959年公布《中华人民共和国法定计量单位使用方法》中，停止使用市制后唯一保留的面积单位。現在市制定1亩等于60平方丈，约等于666.67平方米；15亩等于1公顷；1平方公里等于1500亩。
而在澳门，亩则定义为761.4平方米，相当于6000“尺”。此处的“尺”是面积单位，但又和一平方澳门尺（37.1 cm）的面积不同，以0.1269 m2开平方根得到的是另一个35.6 cm的尺。

### 歷史
畝，畮或從十久(畞)，十者阡陌之制也，久聲也。每久古音皆在一部，周禮作畮，若以畝來論定井田制，而非用畮或畞，是相當荒唐的。鄧展曰：“古百步為畮，漢時二百四十步為畮。漢田秦制也。”《漢书·食貨志》曰：“趙過能為代田：‘一晦(畮)三甽，古法也。’后稷始甽田：‘以二耜爲耦，廣赤深赤曰甽，長終畮，一畮三甽，一夫三百甽，而播種於甽中。’”
已知六畎爲一畮、六尺為一步，且面积中以“步”为单位指的是“平方步”。依考古得知當時一尺長度，即能換算當代約略面積。以漢錯金鐵尺一尺23.1厘米估算，秦漢一畝約240 步2 = 240 (6 尺⁄步 × 0.231 m⁄尺)2 ≈ 461 m2 ≈ 0.6916 市亩。秦漢或先秦麻、黍、稷、麦、豆等主食的單位產量並不高，尚要種植紡織作物及蔬果，一畮大小恰能進入農業社會，否則仍必須依託牧獵採集。

### 史料
- 《晉書·傅玄傳》“古以步百為畝，今以二百四十步為一畝。”
- 《尚書·皋陶謨》

## 日本
在日本，畝是尺貫法中的面積單位，是步（坪）的倍量，以30步定義為一畝，並以10畝定義為一反，主要用於戶外面積（尤其是農田的面積）計量。1885年（明治18年）時，日本加入米制公約，為了與國際單位接軌而制訂了尺與公尺之間的換算方式，1尺等於10/33公尺，因为1间等于6尺，1步等于1平方间，經換算後1畝等於99.173 554平方公尺，與公制單位1公畝（are）等於100平方公尺非常接近，因此單位的轉移非常順利。
另外，因為古代自中國所傳入的文化影響，在過去日本也有針對中國的「畝」定義專門的稱呼方式。雖然漢字寫法一樣，但在日文發音中日本的畝稱作（Se），中國的畝稱作（Ho），發音不同。直到近代之後改以外來語的方式看待中國的畝，因此逐漸改用片假名的（國語/普通話中的「畝」之發音）稱呼之。

## 参看
- 市制
- 英畝